# Публий Деций Мус (консул 312 года до н. э.)
Публий Деций Мус (лат. Publius Decius Mus; ум. 295 до н. э.) — древнеримский политик и полководец, четырежды был консулом.

## Политическая деятельность
Публий Деций происходил из плебейского рода Дециев, его отцом был Публий Деций Мус, консул 340 до н. э.
В 312 до н. э. Публий Деций был избран консулом. В тот год дошли слухи о том, что этруски готовятся к войне. Однако, Публий Деций из-за тяжёлой болезни остался в Риме. По воле сената он назначил диктатором Гая Сульпиция Лонга, который произвёл все приготовления к войне.
В 309 до н. э. служил легатом у диктатора Луция Папирия Курсора во время войны в Самнии. В следующем году, став консулом во второй раз совместно с Квинтом Фабием Максимом Руллианом, Публий Деций так удачно воевал с этрусками, что те просили заключить союзный договор. Однако, не добившись этого, они всё же получили перемирие на год, платой которому послужили годовое жалованье и пара туник на каждого римского солдата. В 306 до н. э. Публий Деций был начальником конницы при диктаторе Публии Корнелии Сципионе Барбате, а в 304 до н. э. — цензором совместно с Квинтом Фабием. Публий Деций был ярым сторонником закона Огульния, по которому плебеи получали право стать понтификами и авгурами. Свою позицию он отстаивал в спорах с патрицием Аппием Клавдием Цеком. После принятия закона в 299 до н. э. Публий Деций стал одним из первых плебеев, получивших должность понтифика.

## Третья Самнитская война
В 297 до н. э. Публий Деций в третий раз был избран консулом с Квинтом Фабием. После заключения мира с этрусками оба консула отправились в Самний. В ходе кампании Публий Деций разбил апулийцев при Малевенте. В течение следующих пяти месяцев консулы разоряли Самний. В следующем году сенат продлил их военные полномочия ещё на полгода.
В течение этого времени они захватили три города, однако, их взятие также приписывали новым консулам.
В 295 до н. э. Публий Деций стал консулом в четвёртый раз и вместе со своим коллегой Квинтом Фабием отправился воевать в Этрурию. В битве при Сентине против самнитов и галлов он командовал левым флангом римского войска. В ходе битвы он бросил против галлов все имеющиеся у него силы, однако, противник устоял и перешёл в контратаку. Публий Деций, видя отступление римского войска, бросился на галльские копья и встретил свою смерть.